# Јер то личи на тај начин?
Јер то личи на тај начин? је трећи студијски албум српске рок групе Pero Defformero. Албум је објављен 1. марта 2014. године за издавачку кућу Multimedia Music, а био је доступан на компакт-диску.
Првобитно је било најављено да ће албум носити назив Новокомпоновани сенти-метал. Снимљени су спотови за шест песама: Волим те... ту нема љубави!, Ћерка ђавола, Метал свираћу, Гастарбајтер, Теретана сваког дана и Екстра.
Читаоци сајта Serbian Metal Portal изгласали су овај албум за најбоље српско метал издање у 2014. години.

## Списак песама
| №               | Назив                | Аутор(и)                        | Трајање |  |
| 1.              | Метал свираћу        | С. Фриш (т, м)                  | 3:20    |  |
| 2.              | Готичарка 2          | С. Фриш (т, м)                  | 6:49    |  |
| 3.              | Гастарбајтер         | С. Фриш (т, м)                  | 3:43    |  |
| 4.              | Фејсбук Стана        | С. Фриш (т, м)                  | 4:53    |  |
| 5.              | Екстра               | С. Фриш (т, м)                  | 5:34    |  |
| 6.              | Теретана сваког дана | С. Фриш (т, м)                  | 3:41    |  |
| 7.              | Седмица на лотоу     | Г. Бишевац (т) · С. Фриш (т, м) | 5:35    |  |
| 8.              | Волим те             | Г. Бишевац (т) · С. Фриш (т, м) | 4:16    |  |
| 9.              | Ћерка ђавола         | С. Фриш (т, м)                  | 6:38    |  |
| Укупно трајање: | Укупно трајање:      | Укупно трајање:                 | 44:29   |  |

- Као аутори аранжмана наведени су Саша Фриш и Pero Defformero.[10][1]

## Музичари
| - Постава групе: - Горан Бишевац — вокал - Саша Фриш — гитара - Вихор Ристић — бас-гитара - Срђан Голубица — бубњеви | - Гости: - Тијана Богићевић — вокал (5), сви пратећи вокали - Миодраг Јевтић — клавијатуре - Жарко Ковачевић — вокал (2) - Бобан Петронијевић — вокал у рефрену (1) - Александар Петровић — вокал (4) - Дејан Лалић — мандола и мандолина (9) |

## Остале заслуге
- Саша Фриш — продукција
- Драган Алимпијевић Пик — продукција, тонско снимање, микс
- Дејан Вучковић — мастеровање
- Бобан Петронијевић — дизајн омота[10][1]

## Рецензије
| Медиј     | Аутор рецензије | Оцена         | Изв.   |
| --------- | --------------- | ------------- | ------ |
| Балканрок | Гордан Лазиница | 6/10 звездица | [ 2 ]  |
|           | Небојша Лакић   | без оцене     | [ 11 ] |